# Фінес
Фінес (ісп. Fines) — муніципалітет в Іспанії, у складі автономної спільноти Андалусія, у провінції Альмерія. Населення — 2434 особи (2010).
Муніципалітет розташований на відстані близько 360 км на південь від Мадрида, 60 км на північ від Альмерії.
На території муніципалітету розташовані такі населені пункти: (дані про населення за 2010 рік)
- Ла-Каньяда-де-лас-Крусес: 4 особи
- Ла-Куеста-дель-Піно: 131 особа
- Лас-Ентренас: 3 особи
- Ла-Естасьйон: 0 осіб
- Фінес: 2153 особи
- Ель-Олівар: 35 осіб
- Ель-Паломар: 17 осіб
- Льяно-де-ла-Ерра: 91 особа

## Демографія
Динаміка населення (INE ):